# Kobilje (miasto Kruševac)
Kobilje (cyr. Кобиље) – wieś w Serbii, w okręgu rasińskim, w mieście Kruševac. W 2011 roku liczyła 627 mieszkańców.